# Bór (Zamość)
Pour les articles homonymes, voir Bór.
Bór (prononciation [bur]) est une localité de la gmina de Zwierzyniec, du powiat de Zamość, dans la voïvodie de Lublin, située dans l'est de la Pologne.
Elle se situe à environ 7 kilomètres à l'est de Zwierzyniec (siège de la gmina), 18 kilomètres au sud-ouest de Zamość (siège du powiat) et 78 kilomètres au sud-est de Lublin (capitale de la voïvodie).
La localité comptait une population de 48 habitatns en 2006.

## Administration
De 1975 à 1998, la localité était attachée administrativement à l'ancienne voïvodie de Zamość.

Depuis 1999, elle fait partie de la nouvelle voïvodie de Lublin.